# Saint-Romain-le-Preux
Saint-Romain-le-Preux korábbi község (település) Franciaországban, Saône-et-Loire megyében. 2016. január 1-jén Sépeaux községgel egyesült és Sépeaux-Saint Romain új község része lett.
Lakosainak száma 171 fő (2018. január 1.). Saint-Romain-le-Preux Volgré, Béon, Villiers-sur-Tholon, Sépeaux-Saint Romain és Sépeaux községekkel határos.

## Népesség
A település népessége az elmúlt években az alábbi módon változott:
| Lakosok száma | 205  | 187  | 161  | 164  | 137  | 180  | 192  | 196  | 178  | 171  |
|               | 1962 | 1968 | 1975 | 1982 | 1990 | 2008 | 2013 | 2015 | 2017 | 2018 |